# إدميلسون (لاعب كرة قدم مواليد 1968)
إدميلسون (بالبرتغالية: Edmilson‏) (هانغل: 에드미우송 디아스 지 루세나) هو لاعب كرة قدم برازيلي وكوري جنوبي في مركز الهجوم، ولد في 29 مايو 1968 في Emas, Paraíba ‏ في البرازيل. لعب مع جونبك هيونداي موتورز وسبورتينغ براغا وفيتوريا دي غيماريش ونادي الهلال ونادي ماريتيمو وناسيونال ماديرا.

## وصلات خارجية
- إدميلسون (لاعب كرة قدم مواليد 1968) على موقع دوري كوريا الجنوبية (الإنجليزية)
- إدميلسون (لاعب كرة قدم مواليد 1968) على موقع قاعدة بيانات كرة القدم.إي يو (الإنجليزية)
- إدميلسون (لاعب كرة قدم مواليد 1968) على موقع عالم كرة القدم.نت (الإنجليزية)